# Ordem do Mérito
A Ordem do Mérito é uma ordem honorífica portuguesa que visa distinguir actos ou serviços meritórios que revelem abnegação em favor da coletividade, praticados no exercício de quaisquer funções, públicas ou privadas.
Para além dos cidadãos nacionais também os cidadãos estrangeiros podem ser agraciados com esta Ordem.

## História
Esta ordem resulta da alteração, em 1976, da Ordem de Benemerência, que foi criada pelo Estado Português em 1929 com o desdobramento da Ordem da Instrução e da Benemerência, criada em Abril de 1927. Com a reforma de 1976, após a Revolução de 25 de Abril de 1974, esta ordem honorífica voltou a ser novamente regulamentada, passando a ficar com âmbito mais alargado e passando os agraciados com esta última, a ser incluídos naquela com todos os direitos e obrigações.

## Graus
É composta por cinco graus:
- Grã-Cruz (GCM)
- Grande-Oficial (GOM)
- Comendador (ComM)[nota 2]
- Oficial (OM)
- Medalha (MM)

Esta ordem já não tem atualmente o grau de Cavaleiro (CvM) / Dama (DmM), o qual foi substituído pelo grau de Medalha (MM). Tal como acontece com outras ordens portuguesas, o título de Membro-Honorário (MHM) pode ser atribuído a instituições e localidades.

## Conselho
Como Chanceler do Conselho das Ordens de Mérito Civil, que inclui a Ordem do Mérito, foi nomeada em 2016 e reconduzida em 2021 Maria Helena Nazaré, a antiga reitora da Universidade de Aveiro. Nazaré sucedeu a Valente de Oliveira que exerceu estas funções desde 2013, substituindo no cargo o embaixador António Pinto da França (1935—2013), que ocupava o cargo desde 2006 e tinha sido reconduzido em 2011.

## Membros Titulares e Honorários
| Categorias da Wikipédia               | Artigos |
| ------------------------------------- | ------- |
| Grã-Cruzes da Ordem do Mérito         | 160     |
| Grandes-Oficiais da Ordem do Mérito   | 110     |
| Comendadores da Ordem do Mérito       | 267     |
| Oficiais da Ordem do Mérito           | 45      |
| Cavaleiros da Ordem do Mérito         | 16      |
| Medalhas da Ordem do Mérito           | 6       |
| Membros honorários da Ordem do Mérito | 95      |
| Total de artigos                      | 604     |

Entre 1927 e 2014, foram registados mais de 7800 membros nesta Ordem. Entre os 4427 membros de nacionalidade portuguesa há 342 Grã-Cruzes, 436 Grandes-Oficiais, 1732 Comendadores, 1051 Oficiais e 321 Medalhas, para além de 252 entidades como Membros-Honorários. Com o extinto grau de Cavaleiro ou Dama é possível encontrar 293 registos.
Entre os 3391 agraciados estrangeiros encontramos 672 Grã-Cruzes, 547 Grandes-Oficiais, 940 Comendadores, 640 Oficiais e 525 Medalhas, para além de 26 entidades como Membros-Honorários. Com o extinto grau de Cavaleiro ou Dama é possível encontrar 41 registos.
Na lista de distinguidos podemos encontrar alguns exemplos aqui ordenados cronologicamente:
- Salvador Nunes Teixeira OM (1931-07-18)[nota 5]
- Casa Pia de Lisboa MM (1937-02-11)[nota 5]
- Sport Club Conimbricense CavM (1937-05-28)[nota 5]
- Montepio Geral — Caixa Económica CavM (1940-10-22)
- Corpo Nacional de Escutas MHM (1992-07-17)
- Etelvina Lopes de Almeida ComM (1995-06-09)
- Elisabete Jacinto, OM (1999-03-08)
- Regino Cruz GOM (1999-07-09)
- Fernando Tordo ComM (2003-10-17)
- Eusébio GCM (2004-07-05)
- Zé Pedro, Kalú, Tim, João Cabeleira e Gui ComM (2004-06-09)
- José Maria Pedroto GOM (1995-06-09, a título póstumo)
- Stanley Ho GCM (1990-06-10, cidadão de Hong Kong)
- União Geral de Trabalhadores (UGT) MHM (2009-06-10)[13][14]